# Dave Annable
David Rodman Annable (Suffern, 15 de setembro de 1979) é um ator norte-americano.

## Biografia
Dave nasceu em Suffern, Nova Iorque. Ele cresceu em Walden, uma aldeia em Nova Iorque, onde jogou beisebol, rugby e hóquei. Seu pai é cristão e sua mãe é judia, e ele foi levantado para ambos.
Frequentou a Valley Central High School e se formou em 1997. Frequentou também a State University of New York at Plattsburgh (SUNY Plattsburgh). Lá, se envolveu com o canal de televisão universitário: PSTV (SUNY Plattsburgh). Trabalhou tanto em produção nos bastidores como no ar. Programas que apresentou no PSTV incluem Late Night with Dave Annable, Cardinal Sports, e The Roommate Game. Seus créditos no PSTV o prepararam para sua carreira de sucesso na televisão. Dave abandonou a faculdade em 2000 para prosseguir a sua carreira de ator.
Depois de deixar a SUNY Plattsburgh, estudou atuação na Neighborhood Playhouse School of the Theatre, em Nova Iorque, com Richard Pinter.

## Vida pessoal
É casado com a atriz Odette Annable (nascida Yustman) desde 10 de outubro de 2010. Em 7 de setembro de 2015, nasceu a primeira filha do casal: Charlie Mae Annable.

## Filmografia
| Cinema | Cinema                     | Cinema           | Cinema |
| Ano    | Título                     | Personagem       | Nota   |
| ------ | -------------------------- | ---------------- | ------ |
| 2017   | Armed Response             | Gabriel          |        |
| 2011   | What's Your Number?        | Jake Adams       |        |
| 2011   | You May Not Kiss the Bride | Bryan Lighthouse |        |
| 2004   | Little Black Book          | Bean             |        |

| Televisão | Televisão          | Televisão           | Televisão               |
| Ano       | Título             | Personagem          | Notas                   |
| --------- | ------------------ | ------------------- | ----------------------- |
| 2019      | What/If            | Dr. Ian Harris      | Elenco principal        |
| 2016      | Heartbeat          | Dr. Pierce Harrison | Elenco principal        |
| 2014–2015 | Red Band Society   | Dr. Jack McAndrew   | Elenco principal        |
| 2013      | Ben and Kate       | Greg                | Episódio 16             |
| 2012–2013 | 666 Park Avenue    | Henry Martin        | Elenco principal        |
| 2006–2011 | Brothers & Sisters | Justin Walker       | Elenco principal        |
| 2005–2006 | Reunion            | Aaron Trumbull      | Elenco principal        |
| 2002      | Third Watch        | Doug Maple Jr.      | Temporada 4, Episódio 7 |

| Websérie | Websérie | Websérie   | Websérie     |
| Ano      | Título   | Personagem | Nota         |
| -------- | -------- | ---------- | ------------ |
| 2012     | Fetching | Blake      | 4 webisódios |